# Mantee
Mantee è un comune (village) degli Stati Uniti d'America, situato nella contea di Webster, nello Stato del Mississippi.